# Rouge Baiser
Rouge Baiser és una pel·lícula francesa dirigida per Véra Belmont, estrenada el 1985.

## Sinopsi
París, 1952. Nadia, una adolescent rebel de 15 anys, és activista del joventuts comunistes amb diversos companys. Durant una manifestació on va resultar ferida, va conèixer Stéphane, un jove fotògraf de Paris Match. Aleshores comença una història d'amor. Els compromisos i els sentiments polítics de la Nadia es veuran alterats. Sobretot perquè Moishe, l'antic gran amor de la seva mare, torna de l'URSS on era presoner en un camp de Sibèria i va patir abusos. En escoltar una conversa entre la seva mare i Moishe, s'assabenta que podria ser la filla d'aquest últim...

## Producció
La pel·lícula, de naturalesa autobiogràfica, reflecteix la divisió de França a la dècada del 1950, quan la Guerra Freda va dividir el país entre els partidaris comunistes de la Unió Soviètica i els anticomunistes de l'Anticomunisme.
El títol és una al·lusió al pintallavis Rouge Baiser creat el 1927 pel químic Paul Baudecroux que va desenvolupar l'eslògan publicitari "Rouge Baiser permet el petó".

## Repartiment
- Charlotte Valandrey : Nadia
- Lambert Wilson : Stéphane
- Marthe Keller : Bronka
- Laurent Terzieff : Moishe, l'amant de Bronka
- Günter Lamprecht : Hersche, el marit de Bronka
- Laurent Arnal : Roland
- Audrey Lazzini : Henriette
- Elsa Lunghini : Rosa
- Isabelle Nanty : Jeanine, una militant
- Riton Liebman : Joël, un militant
- Audrey Lazzini : Henriette
- Yves Nadot : André
- Jodi Pavlis : Marion
- Pascal Guiomar : Gaby
- Corinne Juresco : Pierrette
- Anne Dumas : Viviane
- Deborah Cohen : Rosette
- Lionel Rocheman : M. Victor
- Georges Staquet : l'inspector de policia
- Francis Lax : el client descontent
- Jean-Louis Foulquier : le para bagarreur

## Distincions
- Ós de Plata a la millor actriu al 36è Festival Internacional de Cinema de Berlín de 1986: Charlotte Valandrey[2]
- Nomenat en la mateixa circumstància per a la directora, Véra Belmont[3]
- Nominada als Césars el 1986 com la "millor esperança femenina": Charlotte Valandrey

## Comentari
A la mort de Charlotte Valandrey, Guy Konopnicki, que va ser coguionista de la pel·lícula, escriu:
| « | […] Recordo aquesta adolescent, sense la més mínima experiència de cinema, que Véra Belmont havia escollit després de desenes d'audicions, per encarnar un personatge inspirat en la seva pròpia història. […] L'actriu escollida per la mateixa Véra va descobrir aquesta època de la qual no sabia res. Quan vaig arribar al plató, […] hi havia un monstre sagrat, Laurent Terzieff i Charlotte, la petita debutant, interpretant amb una naturalitat impressionant. […] Vaig entendre que l'elecció de la Véra era la correcta, Charlotte portava bé aquesta franquesa que, trenta anys abans, s'expressava pel compromís comunista. […] Charlotte, havia aconseguit una gesta, portant la pel·lícula de principi a fi, sent aquesta jove estalinista de 1952-53, descobrint l'amor i una mica de la realitat atroç que s'amaga sota la mentida estalinista. […] | » |

## Incoherències
L'escena on Nadia és atropellada per un cotxe (un Peugeot 203) té lloc al pont de Saint-Louis que uneix l'île Saint-Louis amb l'île de la Cité. Però la història passa l'any 1952, quan aquest pont no existia.